# Isla Holl
La isla Holl, en inglés Holl Island, es una isla rocosa de forma triangular de la Antártida Oriental ubicada a  66°25′S 110°25′E / -66.417, 110.417 que pertenece al archipiélago de las Islas Windmill.

## Geografía
La isla rocosa es de forma aproximadamente triangular y tiene una superficie de unos 4,5 km² con una longitud de 3,1 km. Cuenta con una altura máxima de 90 m, con acantilados escarpados en su costa noroeste. La isla no está permanentemente cubierta de hielo sino que en verano presenta algunos pequeños lagos. La isla Werlein y la isla O'Connor se encuentran justo al este de la isla Holl, mientras que la isla Ardery se encuentra al norte, separadas por el paso Hiegel. La Estación Casey se encuentra a 14 kilómetros al norte.

## Clima
El clima en la isla Holl es similar al de la Estación Casey en la península de Bailey. Entre 1957 y 1983 las temperaturas medias fueron de 0,3 °C en el mes más cálido y de -14,9 °C en el mes más frío. La temperatura media anual fue de -9,3 °C. La precipitación anual fue de 195 mm. En promedio las tormentas ocurrieron cada 96 días.

## Fauna
En la isla crían numerosas aves marinas. Entre otras se encuentran el pingüino de Adelia, el petrel níveo, la paloma de El Cabo, el págalo antártico, el paíño de Wilson, petrel plateado. Asimismo se han observado en las aguas de la isla focas de Weddell, focas leopardo y elefantes marinos del sur.
La organización BirdLife International identifica conjuntamente a las islas Holl, Werlein y O'Connor como área importante para la conservación de las aves (ANT 144).

## Historia
La isla fue cartografiada en 1947/48 durante la Operación Windmill, una misión de investigación y entrenamiento de la Marina de los Estados Unidos. La isla recibió su nombre en honor a Richard C. Holl (1910-2004), miembro de esta misión. 

## Reclamación territorial
La isla es reclamada por Australia como parte del Territorio Antártico Australiano, pero esta reclamación está sujeta a las disposiciones del Tratado Antártico.